# Reprezentacja Stanów Zjednoczonych U-20 w rugby union mężczyzn
Reprezentacja Stanów Zjednoczonych U-20 w rugby union mężczyzn – juniorski zespół Stanów Zjednoczonych w rugby union. Za jego funkcjonowanie odpowiedzialny jest USA Rugby, członek World Rugby oraz Rugby Americas North.
Został stworzony w 2008 roku w celu uczestniczenia w organizowanych przez IRB turniejach – Junior World Championships i Junior World Rugby Trophy – zastępujących zlikwidowane mistrzostwa drużyn U-19 i U-21, choć pierwsze nieoficjalne mecze rozegrał już w listopadzie 2007 roku.
Członkiem drużyny można stać się dzięki rekomendacji regionalnych skautów bądź trenera szkolnego lub klubowego. Wcześniej powołanie do zespołu mogli otrzymać zawodnicy, którzy:
- wystąpili w jednym z siedmiu regionalnych turniejów U-19
- wystąpili w High School National Championships
- wystąpili w Collegiate National All-Star Championships lub wykazali się podczas sezonu ligowego college rugby
- zostali wskazani przez trenerów szkolnych lub klubowych sztabowi szkoleniowemu reprezentacji.

## Turnieje
| Rok  | Turniej           | Miejsce           | Źródło            |
| ---- | ----------------- | ----------------- | ----------------- |
| 2008 | JWC               | 16.               |                   |
| 2009 | JWRT              | 2.                |                   |
| 2010 | nie brała udziału | nie brała udziału | nie brała udziału |
| 2011 | JWRT              | 7.                |                   |
| 2012 | JWRT              | 1.                |                   |
| 2013 | JWC               | 12.               |                   |
| 2014 | JWRT              | 3.                |                   |
| 2015 | nie brała udziału | nie brała udziału | nie brała udziału |
| 2016 | WRT               | 5.                |                   |
| 2017 | nie brała udziału | nie brała udziału | nie brała udziału |